# حسين أاد (أنزان الشرقي)
حسین أاد (بالفارسية: حسین‌آباد) هي قرية تقع في إيران في قسم أنزان الشرقي الريفي. يقدر عدد سكانها بـ 714 نسمة بحسب إحصاء 2016.